# Øer i Singapore
Dette er en liste over øer i Singapore. Massive landindvindingprojekter gennem de sidste århundreder har fjernet en stor del af Singapores naturlige øer og holme, selv om et par nye også er skabt i processen. På nuværende tidspunkt har Singapore over 60 øer, som er anført nedenfor:

## Naturlige øer
- Pedra Branca
- Pulau Anak Bukom/Pulau Anak Bukum
- Pulau Bajau – inden i Poyan Reservoir
- Pulau Berkas
- Pulau Biola (Violin Island)
- Pulau Brani
- Pulau Buaya – ud for Jurong Island
- Pulau Bukom/Pulau Bukum
- Pulau Bukom Kechil/Pulau Bukum Kechil
- Pulau Buloh – ved Sungei Buloh Wetland Reserve
- Pulau Busing
- Pulau Damar Laut – ud for Jurong
- Pulau Damien – ud for Pulau Tekong
- Pulau Hantu (Ghost Island)
- Pulau Jong (Junk Island)
- Pulau Keppel
- Pulau Ketam – ud for Pulau Ubin
- Pulau Khatib Bongsu
- Pulau Malang Siajar – ud for Pulau Tekong
- Pulau Palawan – ud for Sentosa
- Pulau Pawai
- Pulau Pergam – ud for Lim Chu Kang
- Pulau Renggis – ud for Sentosa
- Pulau Sakijang Bendera (Saint John's Island)
- Pulau Sakijang Pelepah (Lazurus Island)
- Pulau Salu
- Pulau Samulun – ud for Jurong
- Pulau Sarimbun – ud for Lim Chu Kang
- Pulau Satumu (One Tree Island)
- Pulau Sebarok (Middle Island)
- Pulau Sekudu (Frog Island) – ud for Pulau Ubin
- Pulau Seletar
- Pulau Selugu (Sarong Island)
- Pulau Semakau
- Pulau Senang (Barn Island)
- Pulau Serangoon (Coney Island)
- Pulau Seringat
- Pulau Seringat Kechil
- Pulau Subar Darat (Sisters' Islands)
- Pulau Subar Laut (Sisters' Islands)
- Pulau Sudong
- Pulau Tekong
- Pulau Tekukor – ud for Sentosa
- Pulau Tembakul (Kusu Island/Peak Island)
- Pulau Ubin
- Pulau Ular- ud for Pulau Bukom
- Pulau Unum – ud for Pulau Tekong
- Sentosa (tidligere Pulau Belakang Mati)
- Singapore (Pulau Ujong)
- Sultan Shoal

## Menneskeskabte øer
- Jurong Island
- Chinese Garden – i Jurong Lake
- Coral Island – i Sentosa Cove
- Paradise Island – i Sentosa Cove
- Pearl Island – i Sentosa Cove
- Pulau Punggol Barat
- Pulau Punggol Timor
- Japanese Garden – i Jurong Lake
- Sandy Island – i Sentosa Cove
- Treasure Island – i Sentosa Cove

## Tidligere øer
- Anak Pulau – i dag en del af Jurong Island
- Berhala Reping – i dag en del af Sentosa
- Pulau Ayer Chawan – i dag en del af Jurong Island
- Pulau Ayer Merbau – i dag en del af Jurong Island
- Pulau Bakau – i dag en del af Jurong Island
- Pulau Darat – i dag en del af Sentosa
- Pulau Merlimau – i dag en del af Jurong Island
- Pulau Mesemut Darat – i dag en del af Jurong Island
- Pulau Mesemut Laut – i dag en del af Jurong Island
- Pulau Meskol – i dag en del af Jurong Island
- Pulau Pesek – i dag en del af Jurong Island
- Pulau Pesek Kecil – i dag en del af Jurong Island
- Pulau Saigon – langs Singapore River
- Pulau Sakeng/Pulau Seking – i dag en del af Pulau Semakau
- Pulau Sakra – i dag en del af Jurong Island
- Pulau Sanyongkong – i dag en del af Pulau Tekong
- Pulau Sejahat – i dag en del af Pulau Tekong
- Pulau Sejahat Kechil – i dag en del af Pulau Tekong
- Pulau Semechek – i dag en del af Pulau Tekong
- Pulau Seraya – i dag en del af Jurong Island
- Pulau Tekong Kechil – i dag en del af Pulau Tekong
- Terumbu Retan Laut – i dag en del af Pasir Panjang Container Terminal ved hovedøen